# Deania calcea
Espèce
Statut de conservation UICN

 LC  : Préoccupation mineure
Répartition géographique
Le squale savate (Deania calcea) est une espèce de requins.